# Baniassa fenestrata
Baniassa fenestrata är en tvåvingeart som beskrevs av Zeegers 2008. Baniassa fenestrata ingår i släktet Baniassa och familjen gråsuggeflugor. Inga underarter finns listade i Catalogue of Life.